# Robert van der Horst
Robert Adriaan van der Horst (Eindhoven, 17 ottobre 1984) è un hockeista su prato olandese.

## Palmarès

### Olimpiadi
- 1 medaglia:
  - 1 argento (Londra 2012)

### Mondiali
- 1 medaglia:
  - 1 argento (L'Aia 2014)

### Europei
- 3 medaglie:
  - 1 oro (Manchester 2007)
  - 2 argenti (Lipsia 2005; Gladbach 2011)

### Champions Trophy
- 5 medaglie:
  - 1 oro (Terrassa 2006)
  - 2 argenti (Lahore 2004; Chennai 2005)
  - 2 bronzi (Kuala Lumpur 2007; Auckland 2011)